# Domestic na Kanojo
Domestic na Kanojo (ドメスティックな彼女?  lit. 'Novia doméstica'), conocida también por la abreviatura de Domekano (ドメカノ?), es una serie de manga escrita e ilustrada por Kei Sasuga. La historia está protagonizada por Natsuo Fujii, un estudiante y aspirante a escritor que, en secreto, está perdidamente enamorado de una de sus profesoras, Hina. Mientras vislumbra que no hay futuro con esta, un día tiene sexo casual con una muchacha que apenas conoce, Rui. Poco después se revela que ambas son hijas de la madrastra de Natsuo y, por circunstancias de la trama, las tres se trasladan de casa para vivir con el muchacho y con el padre de este. Es así como se forma un triángulo amoroso y la serie adquiere características propias de un melodrama.
La obra explora temas controvertidos, tales como las relaciones entre hermanastros, la infidelidad o el estupro, aun cuando la publicaba una revista dirigida a un público masculino joven, Shōnen Magazine, de la editorial japonesa Kōdansha. El disparador de la historia son las ansias de dos adolescentes de perder la virginidad, un concepto que la autora ya había trabajado en publicaciones anteriores. La intensidad y la velocidad con que las secuencias suceden son características en Domestic na Kanojo, elemento narrativo que Sasuga tomó de producciones televisivas que había visto años atrás y que, imaginaba, podría captar la atención del lector.
El 23 de abril de 2014 la revista publicó el primer capítulo, que, junto con otros cuatro, formó parte de la recopilación en formato tankōbon que salió al mercado japonés tres meses después. Posteriormente, en varias oportunidades la editorial imprimió ediciones especiales que incluyeron historias alternativas, folletos e ilustraciones, contenido de abundante carga erótica. La serialización concluyó en junio de 2020 y el último tomo compilatorio, el vigésimo octavo, salió al mercado dos meses más tarde. El material impreso inspiró un anime producido por Diomedéa y estrenado en enero de 2019 en canales japoneses como MBS, TBS o BS-TBS. La compañía Crunchyroll licenció el programa para difundirlo en España, Latinoamérica y demás países. Otro producto audiovisual basado en Domestic na Kanojo fue una serie en línea que, mediante una opción de Youtube, permitía al espectador elegir el curso de la trama.
Hacia finales de 2019, la obra había vendido más de cinco millones de ejemplares. Con respecto a la recepción crítica, la respuesta dispar que se generó entre los votantes de MyAnimeList se puede trasladar a la de los especialistas. Por caso, en diferentes editoriales los analistas de Anime News Network elogiaron y juzgaron la serie en la misma medida. Otros medios tampoco llegaron a coincidir: así como THEM Anime Reviews encontró «detestables» a los personajes y a algunos pasajes de la historia, la redacción de Anime UK News elogió, entre otras cuestiones, al reparto secundario.

## Argumento

### Sinopsis
Natsuo Fujii es un estudiante de preparatoria quien aspira a convertirse en escritor y que, al comienzo de la obra, está tratando de superar su enamoramiento por una joven maestra, Hina, en cuyo trato se entrevé que lo considera solo un niño. Decepcionado por esa razón, y figurándosele imposible concretar una relación con esta en el futuro, acepta una salida a un karaoke donde conoce a la apática Rui Tachibana, con quien comparte edad. En un momento, la muchacha le pregunta si está dispuesto a marcharse con ella para que pierdan la virginidad mutuamente. La joven insiste en que no le ve ningún valor emocional al encuentro, pero que quiere hacerlo porque varias veces le han dicho que no comprende ciertas cosas, justamente, por ser virgen. Tras meditarlo un instante, el protagonista accede a llevar a cabo el acto, que en la serie no se muestra explícitamente, y al término se hace tácito que ambos no volverán a verse.
Por otro lado, el padre de Natsuo, viudo desde hace mucho, le ha mantenido en secreto que ha conocido a una mujer con quien planea casarse. En el momento en que se lo revela, le informa también de que la madrastra en cuestión se mudará con ellos en breves, junto con sus dos hijas. Para sorpresa de Natsuo, estas resultan ser Hina y Rui; la primera está atravesando dificultades emocionales y no para de beber, mientras que la segunda le reitera a su ahora hermanastro que simplemente se olvide de que estuvieron juntos. Incómodo con el curso que repentinamente ha tomado su vida, el joven no es capaz de desenamorarse de Hina, quien paulatinamente empieza a corresponderle, ni de dejar de pensar en el encuentro que tuvo con Rui, con quien de a poco genera cierta complicidad. A pesar de ello, la terna muestra relativa moderación, por el bien de sus progenitores: Natsuo comprende que su padre desee volver a casarse luego de tantos años y las jóvenes quieren que su madre sea feliz, tras haber acabado en malos términos con su exesposo. El debate sobre cuál de las dos terminará formando pareja con el protagonista compone el principal interrogante de la trama.

### Temáticas y estilo
Esta obra toma características de los géneros de comedia romántica y de harem, a la vez que enseña temas controvertidos como la infidelidad, las relaciones entre mayores y menores de edad, las autolesiones, la envidia, la homosexualidad —algo que resulta polémico en Japón—, el acoso sexual, la indiferencia de los padres hacia los hijos o el racismo y la xenofobia. Todo esto se recrudece con el correr de la trama, pues las temáticas se van tornando más sombrías, hasta el punto de convertirse en un retrato de los altibajos que se tienen llegada la adultez. Así, la autora estructuró una tira que podría resultar de mal gusto para muchos lectores de la revista que la publicaba, orientada a varones jóvenes.
El sexo es el detonante del hilo narrativo y uno de los elementos que más se tocan en Domestic na Kanojo, en cuyos paneles muchas veces se aprecia desnudez parcial, si bien en la adaptación animada la exposición de pechos o genitales es inexistente. La mangaka aborda este tema de forma realista: Rui elige a Natsuo porque lo percibe igual de inexperto que ella y haberlo hecho con alguien más versado la habría acomplejado. Por otro lado, el joven se vale de lo que ha visto en videos pornográficos para tratar de desempeñarse correctamente. Como conclusión, la muchacha halla la experiencia nada estremecedora, mientras que el protagonista, que anhela madurar en virtud del infortunio con la profesora, entra en cuenta de que tener sexo con una desconocida no basta para convertirse en adulto. El caudal de secuencias sugerentes disminuye paulatinamente y el contenido netamente melodramático pasa a reemplazarlo.
| Domestic na Kanojo es una historia de deseo prohibido, de amor y de crecimiento. [...] Es una telenovela en formato anime, ya que la premisa a grandes rasgos es ridícula y, a medida que la trama se desarrolla, nunca sabes qué vendrá a continuación. La obra no se toma en serio a sí misma y acude a mucha comedia para que la cosa no se ponga seria. —Anime UK News |

Más allá de que el triángulo amoroso principal esté emparentado, existen amores prohibidos o tabúes entre la mayoría de potenciales parejas. A través de los capítulos, la autora excusa a Natsuo y a Rui por sus acciones, pues son adolescentes, cosa que no ocurre con Hina, que es adulta. Este sesgo a la hora de definir un personaje por su edad se aprecia también cuando el protagonista, por ingenuidad, es completamente incapaz de detectar los problemas personales que Hina atraviesa en un punto de la historia.
Al vivir en la misma casa, constantemente se suscitan conflictos y malentendidos entre los personajes principales. Hay espacio también para escenas que van más allá de lo ordinario de la convivencia doméstica, como cuando Rui, sin darle importancia, conversa con el protagonista mientras se toma un baño junto a él. Por lo que se refiere específicamente al humor, algunos de los tintes cómicos de Domestic na Kanojo surgen en las sesiones de catarsis que Natsuo toma con su confidente, en las escenas donde el primero ayuda a Rui a hacer amigos en la escuela o en las reacciones exageradas del padre de Natsuo hacia prácticamente cualquier cosa.

## Personajes
A continuación, se describe brevemente a los personajes principales y se menciona a los actores de voz de cada uno:
- Natsuo Fujii (藤井 夏生 Fujii Natsuo?) es un estudiante de diecisiete años que quiere dedicarse a la creación de novelas.[3][24] El interés por la prosa es tal que se escabulle a la azotea para escribir y, más adelante, se anota en el club literario de la escuela.[4] Sin embargo, es reacio a mostrar nada del libro que está redactando hasta que lo termine.[24] Antes de la preparatoria, su apariencia era marcadamente diferente, pues tenía el pelo rizado y llevaba gafas, aspectos que modificó por consejo de su mejor amigo. A esta alteración en el físico se le acompañó un cambio de personalidad, ya que se volvió más alegre y proactivo.[25] El personaje alberga una serie de emociones que no logra expresar con palabras, y oscila entre momentos de completa indecisión y de contundente resolución.[25] Con el correr de los capítulos, al amor que siente por Hina se le agrega la atracción hacia Rui.[25] El seiyū encargado de dar voz a este personaje fue Taku Yashiro.[26]

- Hina Tachibana (橘 陽菜 Tachibana Hina?), de veintitrés años, es una profesora de Inglés en la Akamori High School muy popular entre los alumnos varones, quienes resaltan su amabilidad y su belleza.[3][22] Al inicio, se encuentra en una espiral emocional descendente debido a problemas con su amante, un hombre casado, razón que le hace beber en grandes cantidades. Esto provoca que se embriague y pueda llegar a comportarse de forma inapropiada.[20][23] Aparenta ser una mujer madura, pero recurre a acciones que prueban lo contrario, como cuando le devuelve un beso a Natsuo al poco de haberse mudado a casa de este.[19][23] Son cuestiones como esta las que descubren a Hina como una figura amoral y contradictoria, que se autopercibe más madura de lo que realmente es.[19][23] La encargada de interpretarla en la adaptación animada fue Yōko Hikasa.[26]

- Rui Tachibana (橘 瑠衣 Tachibana Rui?) es una estudiante de segundo año en la Sakuragawa High School.[3] En los primeros compases de la historia, se la enseña como una figura con pocas o ninguna emoción a quien se le dificulta sociabilizar.[3][25] En este sentido, llega al extremo de no saber comportarse adecuadamente en cada situación, cosa que cambia al transferirse a la escuela del protagonista, donde este la ayuda a hacer amigos.[20] La idea de acostarse con el primero que encontrara nació en Rui una vez que Hina, harta de los cuestionamientos hacia su amorío, le respondió que ella no sabía cómo se sentía «ser abrazada por alguien a quien quieres».[6] Apenas comienza a convivir con Natsuo, le repite que se olvide de que tuvieron sexo, del mismo modo que, paradójicamente, coquetea con la idea de seguir haciéndolo con él.[6][23] En el anime, la actriz de voz de este personaje fue Maaya Uchida.[26]

Una parte del elenco la conforman estudiantes que, al igual que el trío protagonista, están inmersos en sus propias vicisitudes. Por ejemplo, una miembro del club de literatura, Momo Kashiwabara, se siente tan sola que se ha convertido en una promiscua empedernida y, sumado a eso, tiene antecedentes de autolesiones. Caso de gravedad también es el de su compañera de club, Miu, quien está involucrada en una relación cuasi romántica con el profesor que los dirige, Reiji Kiriya, un bisexual lascivo. Otros adultos con relevancia en la historia son Tougen Shigemitsu, un aclamado escritor que toma a Natsuo como aprendiz y que no muestra interés por otra cosa que no sea el trabajo, y los padres de los protagonistas. Para desahogarse, Natsuo suele acudir tanto a su mejor amigo, Fumiya, como al jefe de este, Masaki, un estereotipo de queer que regenta la cafetería L'Amant, uno de los escenarios de la obra.

## Producción
La autora había interiorizado el tema de la virginidad mientras escuchaba programas radiofónicos nocturnos y lo había trabajado en la historia autoconclusiva FIND NEW WAY! (Shōnen Magazine, enero de 2008), donde esa cuestión compone el eje central de la trama. Este tipo de obras no eran comunes en la escena del manga, pero Sasuga siempre había tendido a romper los patrones habituales y extrapoló esa forma de ser a su repertorio. Como veía que las historias románticas entre estudiantes únicamente reflejaban «amores puros e idílicos», optó por crear un producto que diera más espacio a lo erótico, algo que no veía que existiera y, creía, tendría gran demanda.
Con la publicación de FIND NEW WAY!, Sasuga extrajo varias conclusiones, una de las cuales fue que había cargado de muchos detalles los fondos, lo que entorpecía la lectura y hacía que los personajes lucieran escuetos en comparación. Por ese motivo, en obras posteriores como Domestic na Kanojo realizó una modificación: añadió un borde blanco alrededor de las figuras para lograr una ligera separación visual entre los personajes y el fondo. Un detalle en la ilustración que en ese momento no entró en cuenta de corregir, y que más tarde lamentó, fue que los bocadillos en ocasiones eran muy pequeños, por lo que resultaba difícil distinguir a qué personaje correspondía el diálogo en cuestión. De manera semejante, con publicaciones como GE - Good Ending continuó ajustando el trabajo, esta vez observando las reacciones de los lectores, hasta que llegó el momento de concebir Domestic na Kanojo, que perfeccionó gracias a experiencias como esa.
El desarrollo de la historia desde el comienzo mantiene un ritmo rápido e intenso, elemento que a la autora se le figuraba muy «atrapante» y para el que se inspiró en producciones que había visto con anterioridad, tales como las telenovelas transmitidas en Japón en la década de 1980 o el anime Kill la Kill. En lo que respecta a los personajes, plasmó algunas de sus vivencias como mangaka en el protagonista, un aspirante a novelista. Similarmente, en el arco narrativo de Rui realizando prácticas en occidente para convertirse en chef, así como el racismo y la xenofobia que le imponen, se basó en historias que Sasuga conocía de japoneses trabajando en el exterior, donde las formas de actuar y la vida son muy diferentes.
En cuanto al proceso artístico, lo primero que esbozaba en los paneles eran los globos y el texto, no las ilustraciones en sí; la mangaka prefería eso porque se ahorraba mucho trabajo a la hora de corregir el dibujo. En las ediciones tankōbon se incluyeron historias de cuatro viñetas de carácter humorístico y de breve duración, formato al que la autora no estaba acostumbrada y que le resultó complejo de hacer. Como ya se comentó, hasta entonces la artista había llegado a encaminar sus obras dependiendo de lo que la corriente de opinión prefiriera, cosa que en Domestic na Kanojo no puso en práctica en las ideas principales, aunque sí en las historias secundarias. La estructura del final difiere con el de la mayoría de series dramáticas y románticas, pues en un punto Natsuo y Rui forman pareja pero eso no marca el cierre de la obra. La visión de Sasuga era que lo interesante no estaba en representar el noviazgo en sí, sino los problemas que paulatinamente surgirían entre los dos.

## Contenido

### Manga

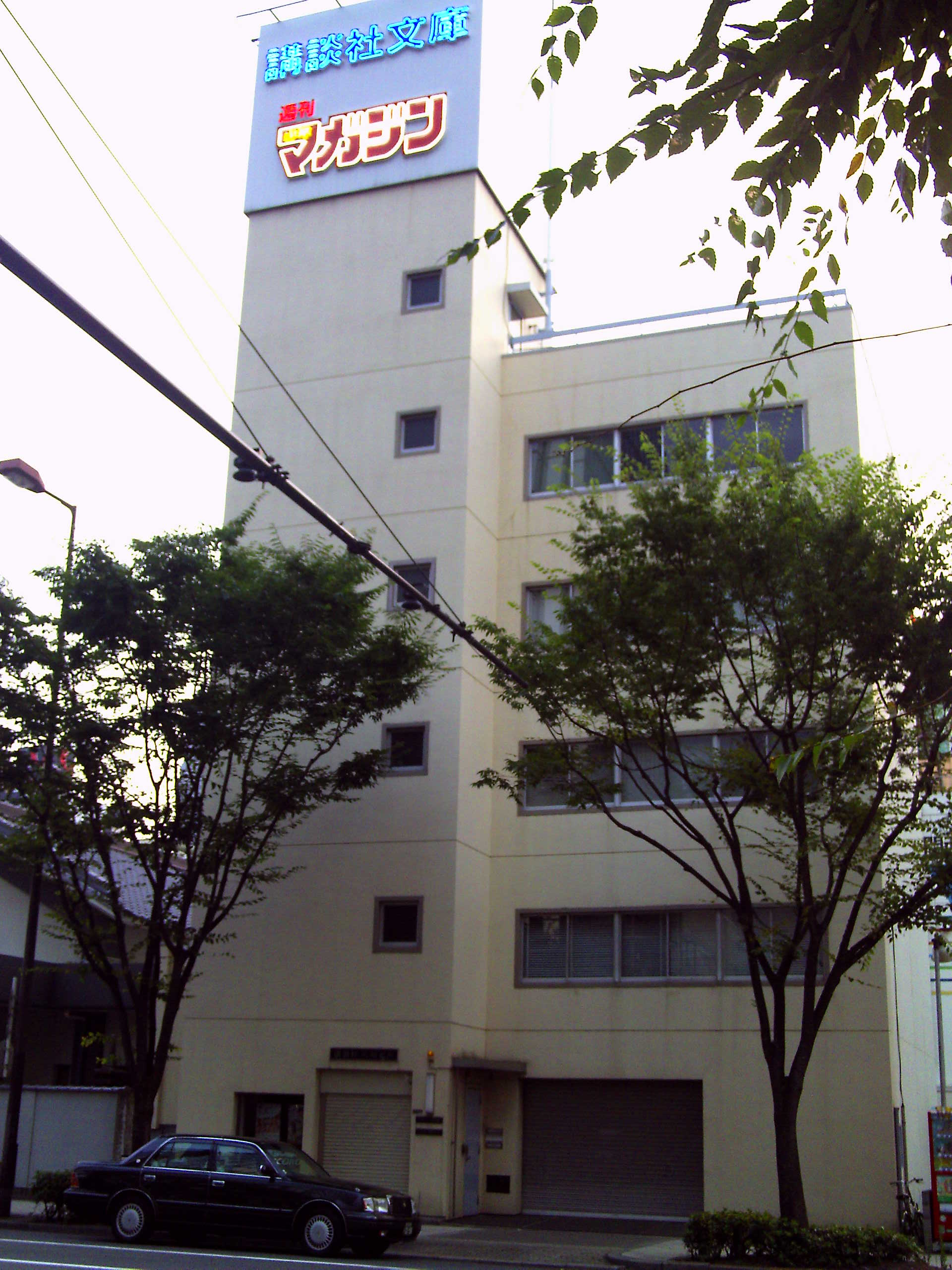
Oficinas de Kōdansha en Osaka, 2010

La revista semanal Shōnen Magazine, de la editorial japonesa Kōdansha, publicó el primer capítulo del manga, «Hayaku Hayaku Otona ni Naritai» (はやく はやく オトナになりたい?  lit. «Quiero convertirme en adulto ya mismo»), el 23 de abril de 2014, y lo recopiló con cuatro más en un volumen tankōbon lanzado el 17 de julio del mismo año. En noviembre de 2016, el capítulo adjuntado en la edición n.° 51 no continuó los eventos cronológicos, sino que constó de una escena sexual entre Natsuo y Rui. Dada la explicitud del material, los responsables de la obra decidieron incluirlo aparte, así como eliminarlo de la versión digital y del posterior volumen recopilatorio. Esta fue una de las cinco tramas adicionales que posteriormente conformaron un dōjinshi oficial de la obra. Además, para el vigésimo primer tankōbon la compañía confeccionó una edición estándar y otra especial; esta última contenía un folleto ilustrado por Sasuga y por mangakas como Nakaba Suzuki o Hiro Mashima. El capítulo programado para el 11 de septiembre de 2019 no se publicó ese día, sino la semana siguiente, pues la autora se tomó un descanso, sin dar más detalles.
Para finales de la serialización, Domestic na Kanojo se había convertido en el quinto título más longevo de Shōnen Magazine. La obra concluyó en junio de 2020 y el último tomo compilatorio, el vigésimo octavo, salió a la venta el 17 de agosto, junto con una edición especial que incluyó ilustraciones a color acompañadas por textos explicativos de la autora. Tiempo después, a finales de 2020, Sasuga publicó un capítulo autoconclusivo de esta historia en versión isekai, que también salió en Shōnen Magazine. La compañía encargada de la difusión en inglés fue la sucursal estadounidense de Kōdansha, Kodansha USA, que sacó al mercado la primera compilación, en formato digital, el 11 de abril de 2017. De manera semejante, el 31 de mayo de 2018 Crunchyroll Manga informó de que, a partir del 5 de junio, también publicaría Domestic na Kanojo en ese idioma, cosa que sucedería simultáneamente con la tirada japonesa. Otro servicio que tradujo la serie para el público angloparlante fue Azuki, propiedad de KiraKira Media, y la agregó a su catálogo en septiembre de 2023, junto con otros 76 títulos de Kodansha USA.
| Lista de volúmenes | Lista de volúmenes       | Lista de volúmenes     | Lista de volúmenes |
| #                  | Fecha de publicación     | ISBN                   |                    |
| ------------------ | ------------------------ | ---------------------- | ------------------ |
| 1                  | 17 de julio de 2014      | ISBN 978-4-06-395137-0 |                    |
| 2                  | 17 de septiembre de 2014 | ISBN 978-4-06-395195-0 |                    |
| 3                  | 17 de noviembre de 2014  | ISBN 978-4-06-395248-3 |                    |
| 4                  | 17 de febrero de 2015    | ISBN 978-4-06-395294-0 |                    |
| 5                  | 15 de mayo de 2015       | ISBN 978-4-06-395394-7 |                    |
| 6                  | 17 de agosto de 2015     | ISBN 978-4-06-395462-3 |                    |
| 7                  | 17 de noviembre de 2015  | ISBN 978-4-06-395534-7 |                    |
| 8                  | 17 de febrero de 2016    | ISBN 978-4-06-395599-6 |                    |
| 9                  | 17 de mayo de 2016       | ISBN 978-4-06-395678-8 |                    |
| 10                 | 17 de agosto de 2016     | ISBN 978-4-06-395734-1 |                    |
| 11                 | 17 de noviembre de 2016  | ISBN 978-4-06-395799-0 |                    |
| 12                 | 17 de febrero de 2017    | ISBN 978-4-06-395870-6 |                    |
| 13                 | 17 de mayo de 2017       | ISBN 978-4-06-395942-0 |                    |
| 14                 | 14 de julio de 2017      | ISBN 978-4-06-510068-4 |                    |
| 15                 | 15 de septiembre de 2017 | ISBN 978-4-06-510193-3 |                    |
| 16                 | 17 de noviembre de 2017  | ISBN 978-4-06-510386-9 |                    |
| 17                 | 16 de febrero de 2018    | ISBN 978-4-06-510965-6 |                    |
| 18                 | 17 de abril de 2018      | ISBN 978-4-06-510193-3 |                    |
| 19                 | 7 de julio de 2018       | ISBN 978-4-06-511790-3 |                    |
| 20                 | 17 de octubre de 2018    | ISBN 978-4-06-512990-6 |                    |
| 21                 | 17 de diciembre de 2018  | ISBN 978-4-06-513483-2 |                    |
| 22                 | 15 de marzo de 2019      | ISBN 978-4-06-514423-7 |                    |
| 23                 | 17 de junio de 2019      | ISBN 978-4-06-515317-8 |                    |
| 24                 | 17 de septiembre de 2019 | ISBN 978-4-06-516452-5 |                    |
| 25                 | 15 de noviembre de 2019  | ISBN 978-4-06-517363-3 |                    |
| 26                 | 17 de febrero de 2020    | ISBN 978-4-06-518454-7 |                    |
| 27                 | 15 de mayo de 2020       | ISBN 978-4-06-518855-2 |                    |
| 28                 | 17 de agosto de 2020     | ISBN 978-4-06-520338-5 |                    |

### Serie en línea
En mayo de 2016, para conmemorar la publicación del noveno tankōbon, la revista lanzó una proyecto de interacción digital donde los espectadores, a través de la función de pantalla de selección en Youtube, podían determinar el curso de la historia de Domestic na Kanojo. Entre los intérpretes de voz que participaron, se puede mencionar a Anna Konno y Hanami Natsume, dos miembros del subgrupo Gravure idol, como las hermanas protagonistas.

### Anime
| Director             | Shōta Ihata       |
| Creador original     | Kei Sasuga        |
| Composición          | Tatsuya Takahashi |
| Dirección artística  | Si Man Wei        |
| Diseño de personajes | Naomi Ide         |
| Edición              | Toshihiko Kojima  |
| Música               | Masato Kōda       |

En julio de 2018, Diomedéa anunció que produciría un anime basado en Domestic na Kanojo con Shōta Ihata en la dirección; Tatsuya Takahashi, que había trabajado en la composición de series como Eromanga Sensei o Toji no Miko, en la escritura de los guiones; Naomi Ide en el diseño de personajes; y con Maaya Uchida y Yōko Hikasa en los papeles de Rui y Hina, respectivamente. Tres meses más tarde, adelantaron que la fecha de estreno sería enero de 2019; que el programa se transmitiría en cadenas japonesas como MBS —concretamente en el bloque nocturno Animeism—, TBS y BS-TBS; y que el encargado de proporcionar voz a Natsuo sería Taku Yashiro. En noviembre, la página web creada expresamente para el anime lanzó el primer video promocional, que contó con un extracto del que se convertiría en el tema de apertura.
El estudio comisionó doce episodios: el primero, «Koko de atashi to, shite kunnai?» (ここであたしと、してくんない？?  lit. «¿Lo harás aquí, conmigo?»), lo emitió el 11 de enero de 2019 y el último, «Gomen ne. Aishiteru» (ごめんね。愛してる?  lit. «Lo siento. Te amo»), el 30 de marzo de ese año. Como por aquella época el manga seguía en publicación, la adaptación tiene un clímax original: los responsables de la escuela descubren que Hina ha correspondido los sentimientos de un alumno y, sintiéndose culpable, esta decide transferirse de institución. Escenas como la introductoria, donde queda de manifiesto que Natsuo y Rui acaban de tener sexo, no salieron al aire en televisión ni se reprodujeron en las transmisiones en línea, aunque sí formaron parte de las ediciones en Blu-ray y DVD. Precisamente, una unidad doméstica que recopila toda la serie se distribuyó a través de DMM Pictures y se publicó el 19 de agosto de 2020, en Japón. Con el fin de facilitar el acceso a esta serie al público anglosajón, Sentai Filmworks adquirió la licencia unos días antes del estreno y posteriormente confeccionó un paquete doméstico. Un mes después, Crunchyroll la añadió a su catálogo de España y de Latinoamérica, cosa que también hicieron servicios como Apple TV, Google Play Películas, Amazon Video, HIDIVE y JustWatch.

#### Banda sonora
El programa acude a pistas minimalistas, que incluyen pianos y guitarras, como un generador de suspenso y como una forma de que el espectador empatice con los «sentimientos cambiantes» de Natsuo. Como tema de apertura hace uso de «Kawaki wo Ameku» (カワキヲアメク?), una canción de tono melancólico interpretada por Minami. Esta artista contribuyó en dos piezas más: «Lilac» (ライラック?), del primer episodio, y «Prologue», del séptimo. En cambio, Alisa Takigawa se hizo cargo de los endings, de los cuales «Wagamama» se repite más, puesto que cierra todos los capítulos excepto el octavo, donde suena «Always». Para el séptimo episodio, la actriz de voz de Hina, Yōko Hikasa, interpretó una canción titulada «Hakanai Kiss de Owarasete» (儚いキスで終わらせて?), que después pasó a formar parte de la banda sonora. En un caso similar, Maaya Uchida cantó un tema utilizado únicamente para Rui que también figuró en el álbum. Con música de Masato Kōda y distribución de Victor Entertainment, el disco salió a la venta el 27 de marzo de 2019 y alberga 31 pistas.

## Recepción
La obra fue objeto de críticas dispares de los más de 474 000 usuarios que la valoraron en MyAnimeList, sitio web donde a fecha de 2025 mantiene una calificación de 6,64 en una escala del 1 al 10. En Anime News Network, Rebecca Silverman lo definió como «el romance adolescente más angustioso, más melodramático y con más giros argumentales desde que Tokyopop estrenó Mars a finales de la década de 1990». En opinión de Silverman, sin importar qué tan «melodramática y ridícula» se volviera la historia, eso era justamente lo que Susuga buscaba representar, y en ese aspecto hizo un «trabajo increíble». En distintos artículos, varios críticos de ese medio elogiaron los momentos emocionales, la genuinidad con que la autora plasma el tema del sexo y la comedia del padre de Natsuo; y, por el contrario, juzgaron la trama del incesto, la premisa «cutre», la estética «insulsa» y que el curso de acciones de Hina sea inconsistente.
En otras reseñas, en THEM Anime Reviews 4.0 Allen Moody redactó un texto muy severo acerca de la serie, a la que puntuó con una estrella de cinco posibles. Como razones, citó el comportamiento errático de Hina y la nula capacidad de los padres para darse cuenta de que sus hijos están involucrados entre ellos, algo que evidenció de la siguiente forma: «Incluso la madre de Kirino en la segunda temporada de Oreimo fue más perceptiva». Además, trazó una comparación con la obra de Kōji Seo, pues tanto Natsuo como los protagonistas creados por dicho mangaka suelen tener más de una enamorada sin importar cuántas veces las traicionen. Moody continuó refiriéndose negativamente hacia Natsuo al subrayar cierta hipocresía en este, ya que en un capítulo juzga a Hina por estar saliendo con un hombre a quien tuvo de profesor, cuando él desea hacer exactamente lo mismo con ella. En un análisis mucho más positivo, el sitio web Anime UK News de algún modo justificó a Hina, puesto que no le lleva tantos años a Natsuo, e hizo mención al elenco secundario, que concentra «algunos personajes estupendos». Asimismo, se criticó para bien el diseño de personajes y los fondos, que crean una atmósfera alegre y a la vez seria.
Aun cuando los cuestionarios al lector sobre el rumbo que habían tomado los últimos capítulos arrojaron resultados positivos, el final de Domestic na Kanojo generó al mismo tiempo una corriente de opinión negativa entre los seguidores. Esto llegó al extremo de que la autora recibiera ciberacoso en Twitter, donde usuarios a quienes se identificó como «extranjeros» la criticaron e insultaron durante un tiempo prolongado, por no haber podido «transmitir correctamente las actitudes y los sentimientos» de sus propios personajes. En ese marco, en la reseña de AIPT Comics sobre el último capítulo, James Sainte-Claire opinó que Natsuo quedándose con una de las hermanas aun cuando ya había formalizado con la otra es una prueba de que Sasuga nunca tuvo en claro cómo terminaría la obra. Además, resaltó que los dos saltos temporales —de unos cinco años cada uno— que se producen en los compases finales, así como muchas otras subtramas que se presentan, dieron como resultado un cierre cargado de emociones, «exagerado» y «empalagoso».
En noviembre de 2019, Shōnen Magazine anunció en su portada que el manga había alcanzado las cinco millones de copias vendidas. Entre los productos hechos con base en esta obra, se encontraba un cojín extra grande con imágenes de Hina y de Rui en ropa interior, que la revista sorteó. Cabe mencionar que, para impulsar la tómbola, ambos personajes salieron en la portada de la Shōnen Magazine del 24 de enero de 2018. Otros artículos de mercadotecnia fueron un par de alfombrillas para ratón en semejanza a las hermanas, con relieves que imitan los pechos de las susodichas. Con diseño de la mangaka, la revista se encargó de promocionar el producto. Asimismo, salieron a la venta figuras manufacturadas por Azone International; botones de lata o sujetadores para cable fabricados por Playful Mind Company; y fundas para iPhone, todo a imagen de los personajes.